# Индекс МосБиржи
Индекс МосБиржи (ранее «Индекс ММВБ») — ценовой, взвешенный по рыночной капитализации композитный фондовый индекс, включающий 50 наиболее ликвидных акций крупнейших и динамично развивающихся российских эмитентов, виды экономической деятельности которых относятся к основным секторам экономики, представленных на Московской бирже. Перечень эмитентов и их вес в индексе пересматривается раз в квартал. Тикер — MCX: IMOEX.
На срочном рынке Московской биржи торгуется расчетный фьючерс, базовым активом которого является индекс МосБиржи.

## Методика расчета и база расчета индекса МосБиржи
Индекс МосБиржи рассчитывается как отношение суммарной рыночной капитализации акций, включенных в базу расчета индекса, к суммарной рыночной капитализации этих акций на начальную дату, умноженное на значение индекса на начальную дату. При расчете рыночной капитализации учитывается цена и количество соответствующих акций, свободно обращающихся на организованном рынке ценных бумаг, которым соответствует доля акционерного капитала эмитента, выражаемая значением коэффициента free-float.
Расчет индекса производится в режиме реального времени в рублях, таким образом, значение индекса пересчитывается при совершении каждой сделки на Московской бирже с акциями, включенными в базу расчета индекса. В 2009 году для расчета индекса ежедневно используется более 450 тыс. сделок на сумму свыше 60 млрд руб., а суммарная капитализация акций, включенных в базу расчета индекса МосБиржи, составляет более 10 трлн руб., что соответствует 80 % совокупной капитализации эмитентов, акции которых торгуются на бирже.
Правилами расчета индекса МосБиржи предусмотрен четкий и прозрачный механизм формирования базы расчета индекса, кроме того они в полной мере отвечают международным стандартам построения фондовых индексов в части сбалансированности индекса, а также требованиям, предъявляемым к индексам, на основе которых могут быть созданы российские индексные паевые инвестиционные фонды (ПИФы). База расчета индекса МосБиржи пересматривается ежеквартально на основании ряда критериев, основными из которых являются капитализация акций, ликвидность акций, значение коэффициента free-float и отраслевая принадлежность эмитента акций.
10 ноября 2017 года Банк России зарегистрировал новую редакцию методики расчета индексов Московской биржи, которая повышает требования к ликвидности акций, входящих в индексы, и позволяет перейти к плавающему числу ценных бумаг.Эти изменения призваны повысить интерес к биржевым индексам со стороны всех категорий инвесторов и позволят более репрезентативно отражать ситуацию на рынке акций.
Основные изменения в методике расчета индексов Московской биржи:
- Индекс ММВБ (Московской межбанковской валютной биржи) меняет название на индекс МосБиржи.
- Число акций в индексе МосБиржи становится переменным и будет пересматриваться ежеквартально с учетом коэффициента ликвидности (отношение объёма торгов в годовом исчислении к капитализации с учетом количества акций в свободном обращении — free-float). Впервые в качестве критерия для включения в индекс МосБиржи используется коэффициент ликвидности, который должен быть не менее 15 %, при его значении ниже 10 % акция исключается из индекса. Кроме того, сделки с акциями, входящими в индекс, должны заключаться ежедневно.
- Повышаются требования к количеству акций эмитента, находящихся в свободном обращении: для включения в базу расчета индексов МосБиржи коэффициент free-float должен быть не менее 10 % (в настоящее время не менее 5 %), критерий исключения остается на прежнем уровне — 5 %.
- Вводится требование к минимальному значению веса одной акции в индексе. Новые акции смогут войти в состав индекса с весами не менее 0,25 %, из индексной корзины будут исключаться акции с весами менее 0,2 %.

Первый пересмотр индексных корзин по новой методике состоялся 22 декабря 2017 года.

## Использование индекса МосБиржи
Индекс МосБиржи является фондовым индексом, используемым в целях приостановления торгов акциями на Московской бирже в случаях, предусмотренных законодательством о рынке ценных бумаг.
Индекс МосБиржи используется в качестве бенчмарка для построения абсолютного большинства российских индексных ПИФов.
Идентификаторы индекса МосБиржи:
| ФБ Московская Биржа (MOEX) | IMOEX        |
| ISIN                       | RU000A0JP7K5 |
| Bloomberg                  | INDEXCF      |
| Reuters                    | MCX          |

## Семейство индексов акций Московской биржи[2]
Семейство индексов акций включает бенчмарк:
- Основные индексы Московской биржи (индекс МосБиржи и индекс РТС), включающие 50 наиболее ликвидных акций крупнейших и динамично развивающихся российских эмитентов;
- Индекс голубых фишек, состоящих из акций 15 наиболее ликвидных и капитализированных эмитентов;
- Индекс акций второго эшелона, включающий следующие после бенчмарка 50 акций по капитализации с учетом free-float;
- Индекс акций широкого рынка, состоящих из 100 акций и объединяющий корзины «бенчмарка» и индекса «второго эшелона».

Из 100 акций индекса широкого рынка формируются также корзины отраслевых индексов, на основе разделения его базы расчета по отраслевой принадлежности.
Индексы акций Московской биржи рассчитываются в двух валютах — рублях и долларах.
Московская биржа также рассчитывает несколько тематических индексов — индикаторов своего сегмента рынка, не входящих в основную линейку: альтернативный индекс «голубых фишек» ММВБ-10, индекс ММВБ-инновации и региональные индексы.